# Теорема Монтеля о приближении многочленами
Теорема Монтеля о приближении аналитических функций многочленами является одной из основных в теории приближения функций комплексного переменного: 
| Если {\displaystyle D} ― открытое множество точек комплексной плоскости {\displaystyle z}, являющееся односвязным и не содержащее точку {\displaystyle z=\infty }, a {\displaystyle f(z)} ― однозначная функция, аналитическая в {\displaystyle D}, тогда существует последовательность многочленов {\displaystyle p_{n}(z)}, сходящаяся к {\displaystyle f(z)} в каждой точке {\displaystyle D}. |

Получена Монтелем в 1910.